# Cornigomphus guineensis
Cornigomphus guineensis – gatunek ważki z rodziny gadziogłówkowatych (Gomphidae).